# NGC 1683
NGC 1683 (również PGC 16209) – galaktyka spiralna (Sa), znajdująca się w gwiazdozbiorze Oriona. Odkrył ją w styczniu 1850 roku George Stoney – asystent Williama Parsonsa.